# Coventry (Schiff, 1978)
HMS Coventry (D118) war ein britischer Zerstörer der Sheffield-Klasse. Er wurde am 25. Mai 1982 während des Falklandkrieges von argentinischen Flugzeugen angegriffen und versenkt.

## DieCoventry
Das Schiff wurde nach der gleichnamigen Stadt Coventry in England benannt.

### Chinareise und Einsatz während des ersten Golfkriegs
Der Zerstörer gehörte zur Sheffield-Klasse, die in den 1960er-Jahren von der Royal Navy als Flugabwehrschiff konzipiert wurde. Das Schiff nahm 1980 an einer Asienreise teil und besuchte dabei als erstes Schiff der Royal Navy seit dem Zweiten Weltkrieg China. Außerdem war sie zu Beginn des ersten Golfkriegs an der Sicherung der Öltransporte aus dem Persischen Golf beteiligt.

### Einsatz im Falklandkrieg
Die Coventry gehörte zu der britischen Flotte, die im Krieg um die Falklandinseln im April 1982 eingesetzt wurde. Mit ihrem leistungsfähigen Radarsystem und ihren weitreichenden Flugabwehrraketen war sie eingeteilt bei San Carlos zum Schutz britischer Landungsschiffe und Bodentruppen vor Luftangriffen. Sie patrouillierte am 25. Mai 1982, gemeinsam mit der Broadsword, vor Pebble Island. Während die Coventry mit ihren Sea-Dart-Raketen gegen weiter entfernte Luftziele wirken konnte, war die Fregatte Broadsword mit ihrem Sea-Wolf-System in der Lage, Ziele in extrem niedrigen Flughöhen im Nahbereich zu bekämpfen, so dass sich die Fähigkeiten der beiden Schiffe ergänzten.
A-4-„Skyhawk“-Flugzeuge der Fuerza Aérea Argentina gerieten in den Wirkungsbereich der Sea-Dart-Raketen und die Coventry beanspruchte zwei von ihnen abgeschossen zu haben. Nachdem die Argentinier die Bedrohung erkannt hatten, ordnete ihr Oberkommando einen Luftangriff auf die beiden Schiffe an. Argentinische A-4B-Skyhawk-Jagdbomber, bewaffnet mit je zwei ungelenkten 500-kg-Fliegerbomben, hoben gegen 11:00 Uhr vom Luftwaffenstützpunkt bei Río Gallegos ab und nahmen Kurs auf den Flottenverband. Die vier Flugzeuge teilten sich in zwei Gruppen auf: zwei Flugzeuge flogen knapp über den Wellen um die Falklandinseln herum zum Ziel, die anderen beiden nahmen den direkten Weg und querten im Tiefflug die Inseln.
Ein britischer Spähtrupp des SAS, der nach Argentinien eingesickert war, meldete den Start der Flugzeuge an die Flotte. Wegen ihres niedrigen Anfluges entdeckte das Radar der Coventry die Ziele erst spät und konnte nur sporadisch Kontakt herstellen. Um 13:21 Uhr durchbrachen die ersten beiden Skyhawks das Flugabwehrfeuer der Schiffe und warfen ihre Bomben im extremen Tiefflug auf die Broadsword ab. Deren Sea-Wolf-System konnte die Ziele nicht bekämpfen, weil die Flugzeuge in so enger Formation flogen, dass der Feuerleitcomputer sie für ein Ziel hielt und nach Auflösung der Formation versuchte, drei Ziele zu verfolgen, was zum Systemabsturz führte. Drei Bomben verfehlten das Schiff, eine traf, explodierte jedoch nicht, sondern durchschlug das Schiff und beschädigte den Bordhubschrauber.
Die zweite Gruppe Feindflugzeuge kam kurze Zeit später in Sicht. Die Hilfe eines Seaharrier-Jagdflugzeuges, das die gegnerischen Flugzeuge abfangen konnte, wurde vom Kommandanten der Coventry abgelehnt, da das Flugzeug zum Ziel der eigenen Luftabwehr hätte werden können. Ein weiterer möglicher feindlicher Kontakt wurde dem Kommandanten im Norden gemeldet, so dass er das Schiff nach Steuerbord drehte, um dem Raketenstarter auf dem Vordeck zu erlauben, Ziele aus beiden Richtungen anzugreifen. Das Sea-Dart-System hatte mittlerweile Kontakt hergestellt und die Coventry startete eine Flugabwehrrakete, verlor aber unmittelbar nach dem Start den Kontakt wieder, so dass die Rakete ziellos davonflog. Die Kursänderung der Coventry hatte sie zwischen die Broadsword und die Angreifer manövriert, so dass diese ihre Sea-Wolf-Raketen nicht einsetzen konnte. Abwehrfeuer aus dem Hauptgeschütz der Coventry und den leichten Waffen an Bord blieb wirkungslos. Beide Jagdbomber warfen ihre vier Bomben im Tiefflug ab und trafen den Zerstörer. Zwei Bomben explodierten im Schiffsinneren und töteten 19 Seeleute. Unkontrollierbare Wassereinbrüche verursachten eine immer stärkere Schlagseite nach Backbord. Nach 20 Minuten war der Zerstörer gekentert und sank Minuten später (51° 4′ S, 59° 42′ W). 261 Seeleute konnten von der Broadsword gerettet werden.
Die Coventry erfüllte nach Ansicht ihres letzten Kommandanten, David Hart Dyke, dennoch einen Teil ihres Auftrages, weil sie die argentinischen Angriffe auf sich zog und so die verwundbaren Landungstruppen schützte.

## Dokumentation
- National Geographic Channel: Serie Sekunden vor dem Unglück – Staffel 6, Episode 9, Originaltitel Sinking The Coventry, Erstausstrahlung am 27. Dezember 2012